# Zdroje (województwo mazowieckie)
Zdroje – wieś sołecka w Polsce położona w województwie mazowieckim, w powiecie mławskim, w gminie Stupsk.
| SIMC    | Nazwa    | Rodzaj    |
| ------- | -------- | --------- |
| 0127628 | Brzeziny | część wsi |

Wierni Kościoła rzymskokatolickiego należą do parafii Matki Boskiej Różańcowej w Wyszynach Kościelnych.
W latach 1975–1998 miejscowość należała administracyjnie do województwa ciechanowskiego.